# فيديني (روما)

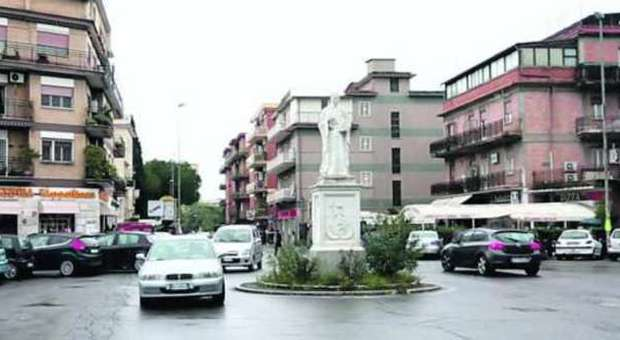
تمثال بميدان فيديني

فيديني هي منطقة رباعية الأبعاد تابعة لبلدية روما الثالثة ( روما الرابعة سابقا) في العاصمة روما . .

## الجغرافيا
تقع في الربع الشمالي من روما.علي تخوم روما وضواحيها بجوار راكوردو أنولاري الكبري
حدود المنطقة الحضرية:
- إلى الشرق منها سيربنترا
- إلى الغرب منها ايروبورتو أوروبا (منطقة باب أوروبا بروما )

## التاريخ
تحتل فيدين الحالية موقع مدينة فيديني القديمة، والمعروفة بخصوبة أرضها بسبب قربها من نهر التيبر.
لفترة طويلة كانت أول حاضرة لاتينيه خارج الحدود الشمالية لروما القديمة وغالبا ماكانت خاضعة لمدينة فيو - Veii (بالأيطالية ) .

## الآثار والأماكن ذات الأهمية

### العمارة الدينية
- كنيسة القديسة فيليسيتا وشهداء الأبناء دون جيوستينو ماريا روسوليلو.41°58′17″N 12°31′02″E / 41.971311°N 12.517220°E

أبرشية الكاردينال كليمنتي ميكارا " Sanctissimus dominus ".

### المواقع الأثرية
- منزل فيدين من العصر البروتوريكي، وهو بيت من القرن التاسع ق م..
- تمثال دون جيوستينو ماريا روسوليلو، وسط ساحة بيازا دي فوكازيونيستي.

## مواقع ذات صلة
- مدن لاتسيو القديمة المختفية

## روابط خارجية
- "Municipio Roma III (3) ex Municipio Roma IV (4)". مؤرشف من الأصل في 2015-10-25.
- "Casa protostorica di Fidene". مؤرشف من الأصل في 2019-04-10.